# 동굴의 우상
동굴의 우상은 개인의 독특한 편향 오류의 일종이다. 이 프랜시스 베이컨 경에 의해 만들어졌으며 Novum Organum에서 사용되었다. 그는 그것들을 "각 개인의 정신적, 육체적, 그리고 교육, 습관, 우연의 독특한 체질"에서 유래한다고 설명했다.
동굴의 우상은 개인이 자신의 문화와 사회 집단, 또는 자신의 선호도에서 파생된 규범이나 교리를 부적절하게 확장하는 편견이다. 인종차별, 성 차별, 그리고 더 일반적으로 " 편견 "은 우상 숭배의 예이지만, 이 개념은 그것들을 넘어 모든 형태의 비반성적 주관성 또는 개인 성향에 대한 비판으로 넘어간다.